# Waco F
Los Waco F son una serie de entrenadores biplanos estadounidenses de aviación general y militares de los años 30, construidos por la Waco Aircraft Company.

## Diseño y desarrollo
La serie de biplanos Waco F suplantó y luego reemplazó a la anterior serie O de 1927/33. La serie F tenía una estructura que era más pequeña y alrededor de 200 kg más ligera que la serie O, mientras continuaba proporcionando acomodación para tres personas en cabinas abiertas en tándem. Se conseguían unas prestaciones similares al anterior modelo con la potencia de motores más pequeños y económicos.
Los modelos iniciales fueron el INF (motor Kinner de 93 kW (125 hp)), el KNF (Kinner de 75 kW (100 hp)) y el RNF (Warner Scarab de 82 kW (110 hp)), todos ellos con tren de aterrizaje de rueda de cola arriostrado externamente. Siguieron muchos submodelos con motores más potentes de hasta 168 kW (225 hp). El más potente de la gama fue el ZPF de 1936/37, destinado al uso ejecutivo.

## Historia operacional

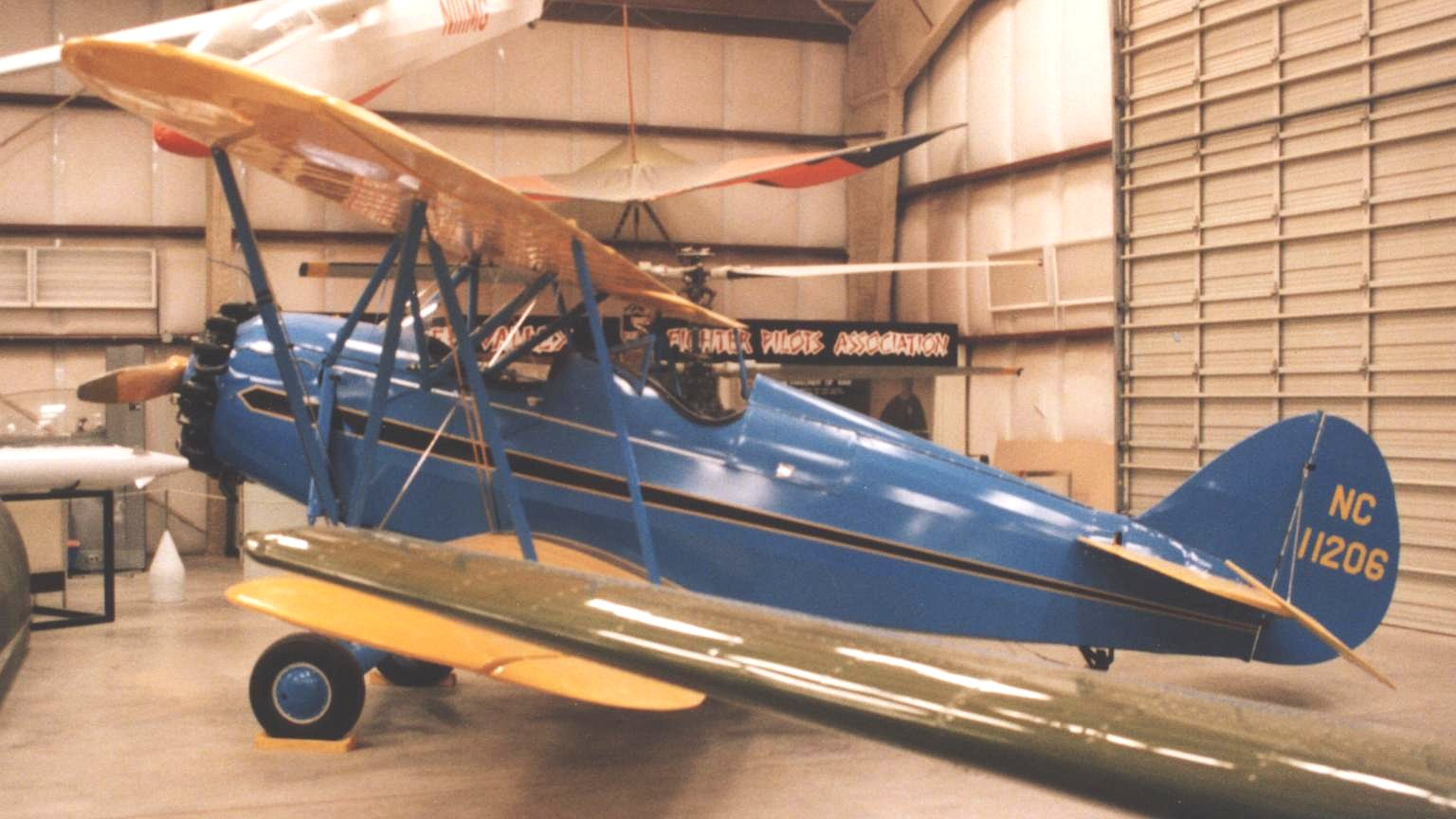
Waco RNF de 1931 exhibido en el Pima Air Museum de Tucson, Arizona, en 1991.

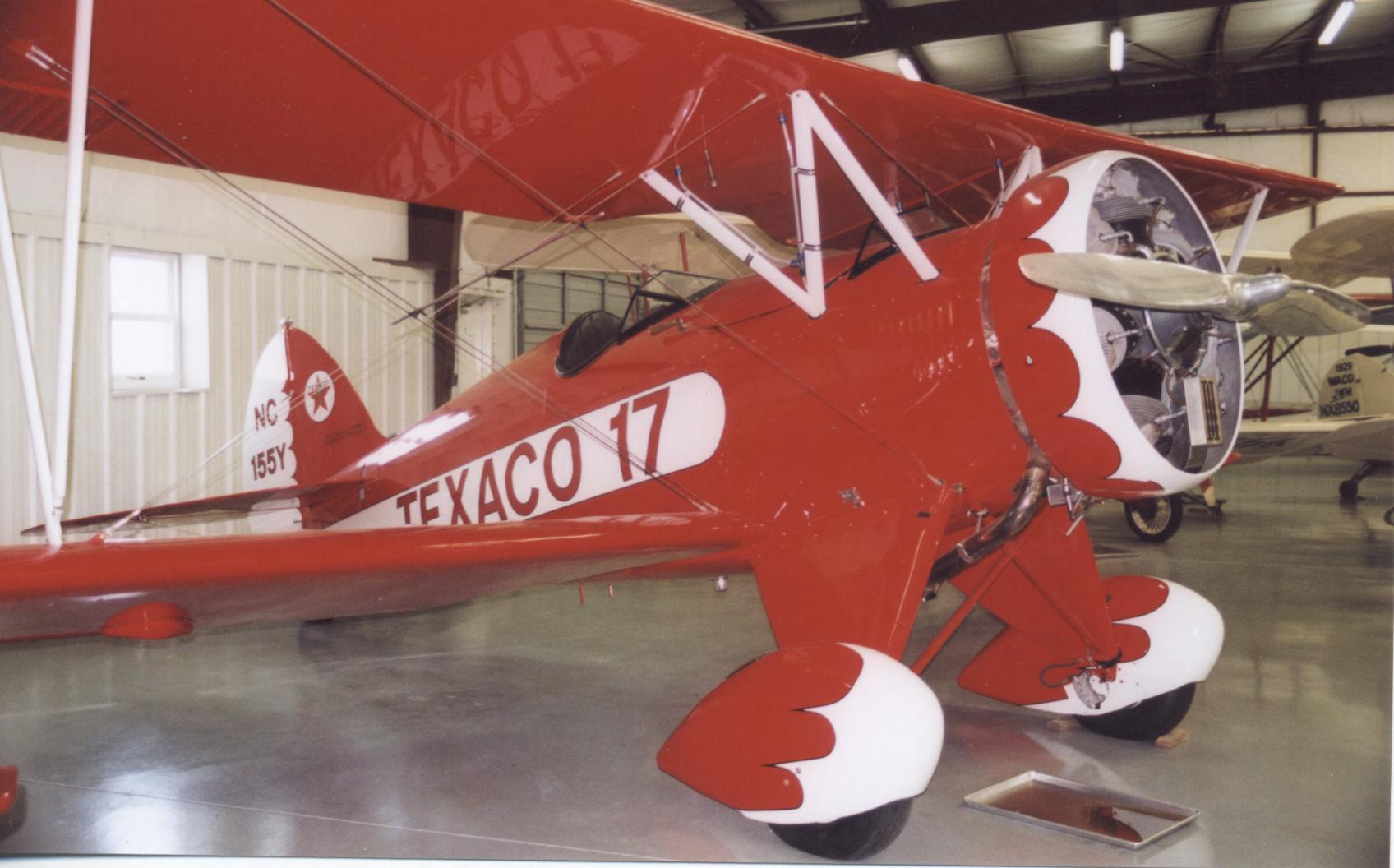
Waco UBF de 1932 volado por Texaco, preservado en el Historic Aircraft Restoration Museum, Misuri, 2006.

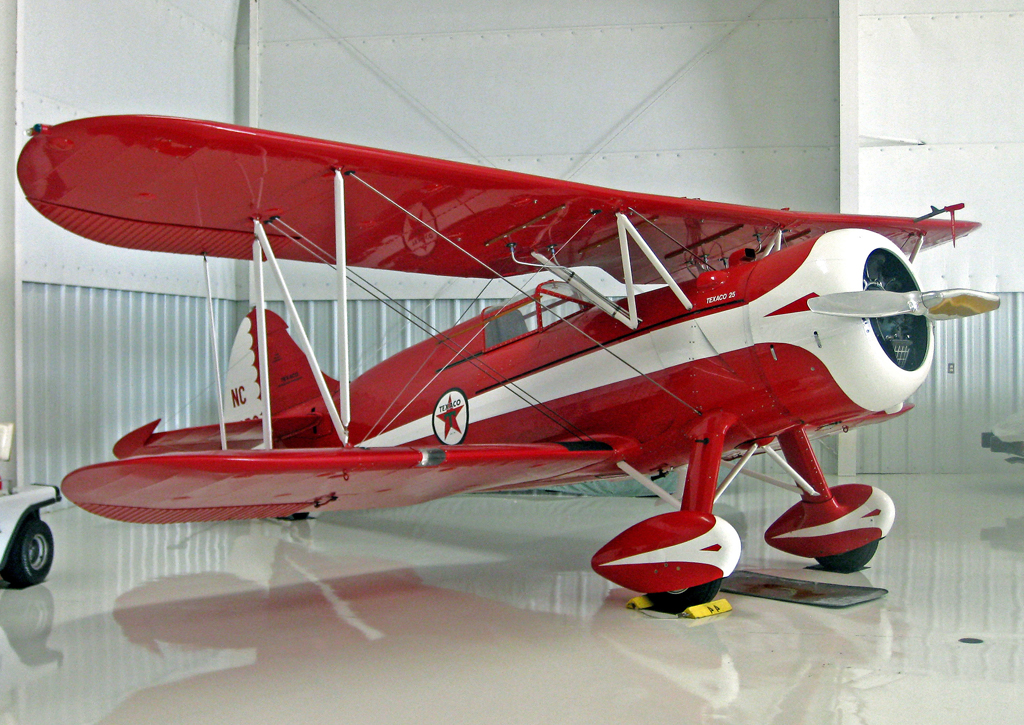
Avión Waco ZPF-6 triplaza ejecutivo construido para Texaco Oil en 1936. Preservado en estado de vuelo en Sebring, Florida.

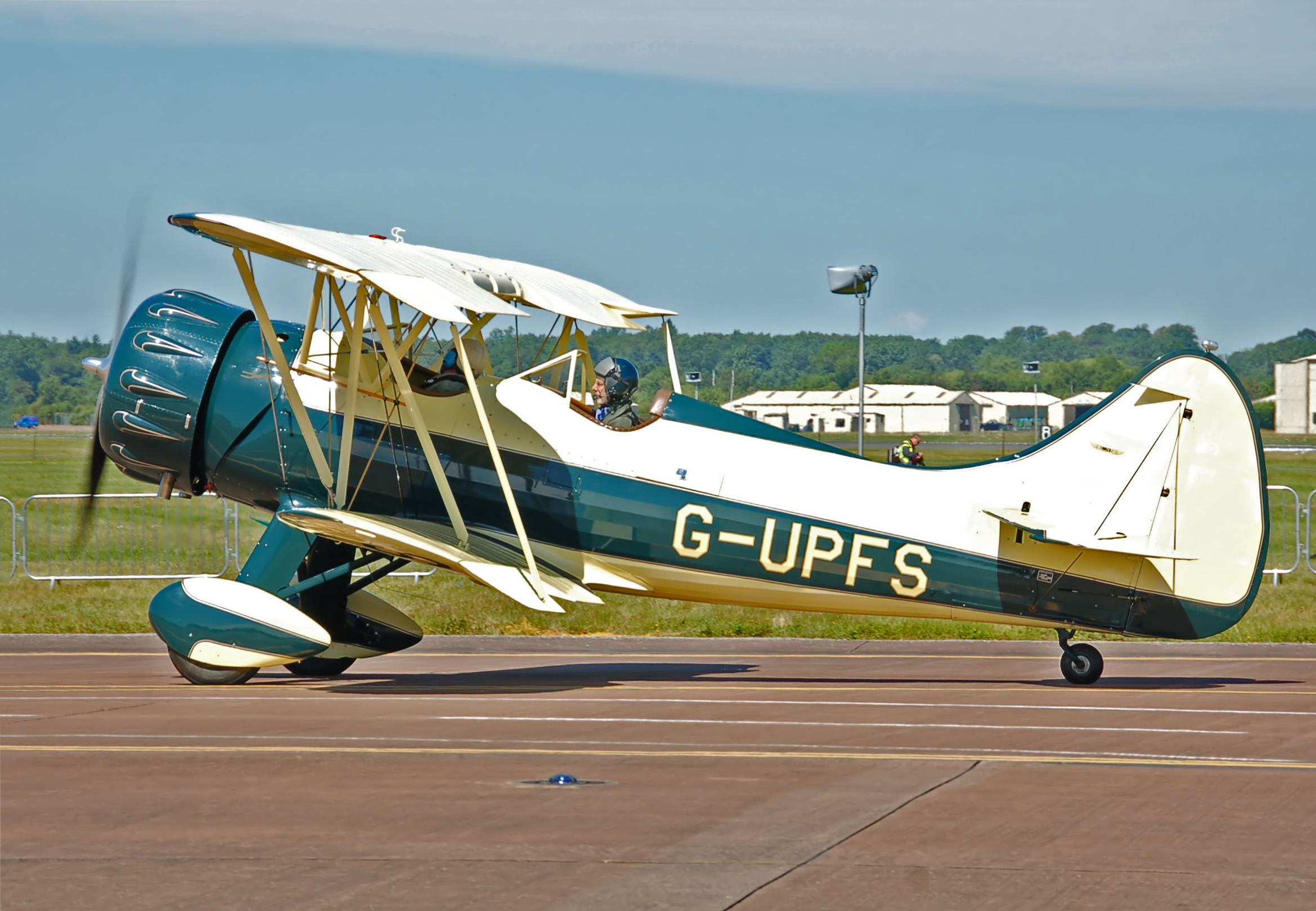
UPF-7, construido en 1941, llega al Royal International Air Tattoo de 2014, Inglaterra.

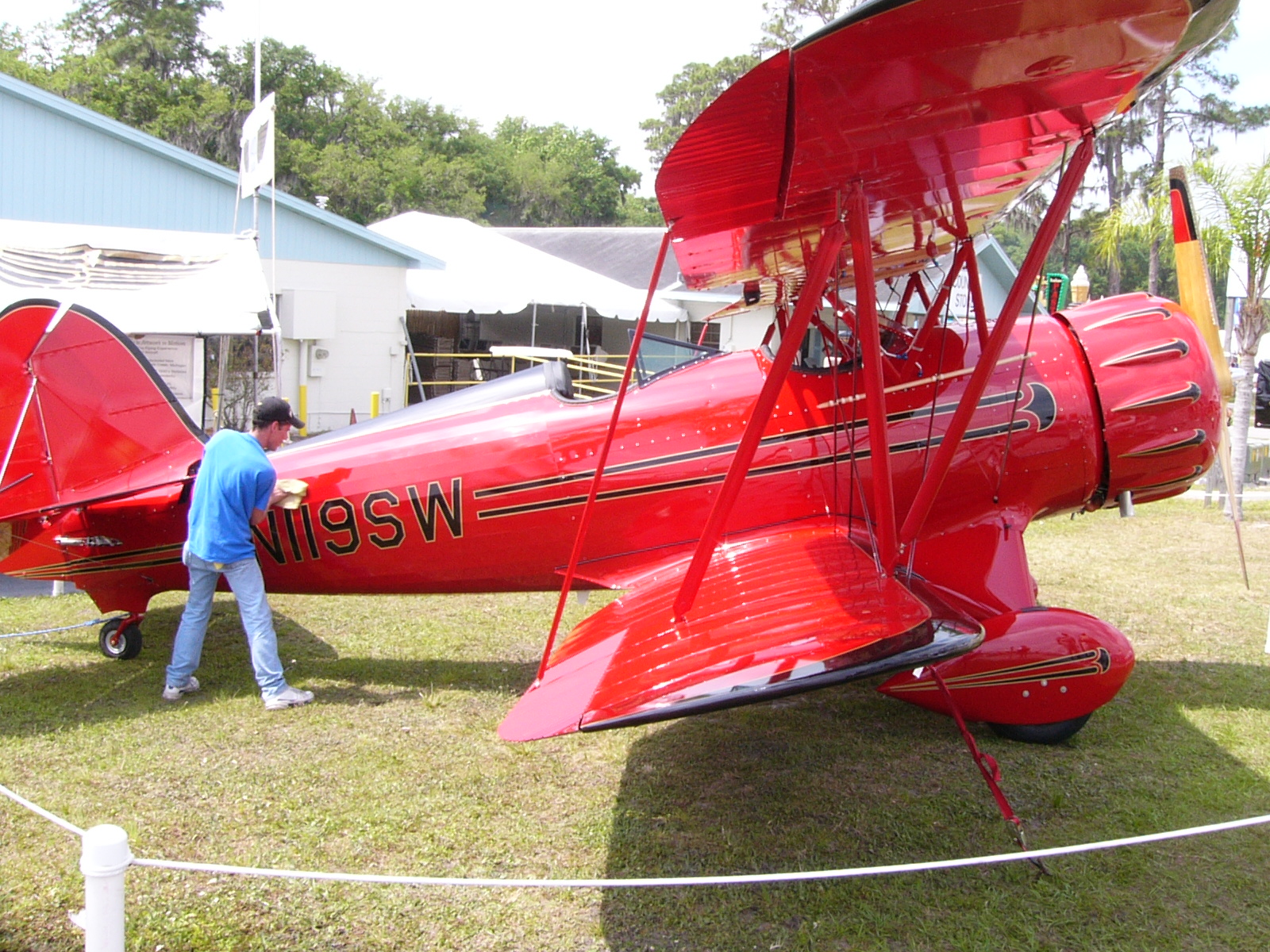
Un nuevo modelo WACO Classic Aircraft YMF-F5C de 2006 en el Sun 'n Fun del mismo año.

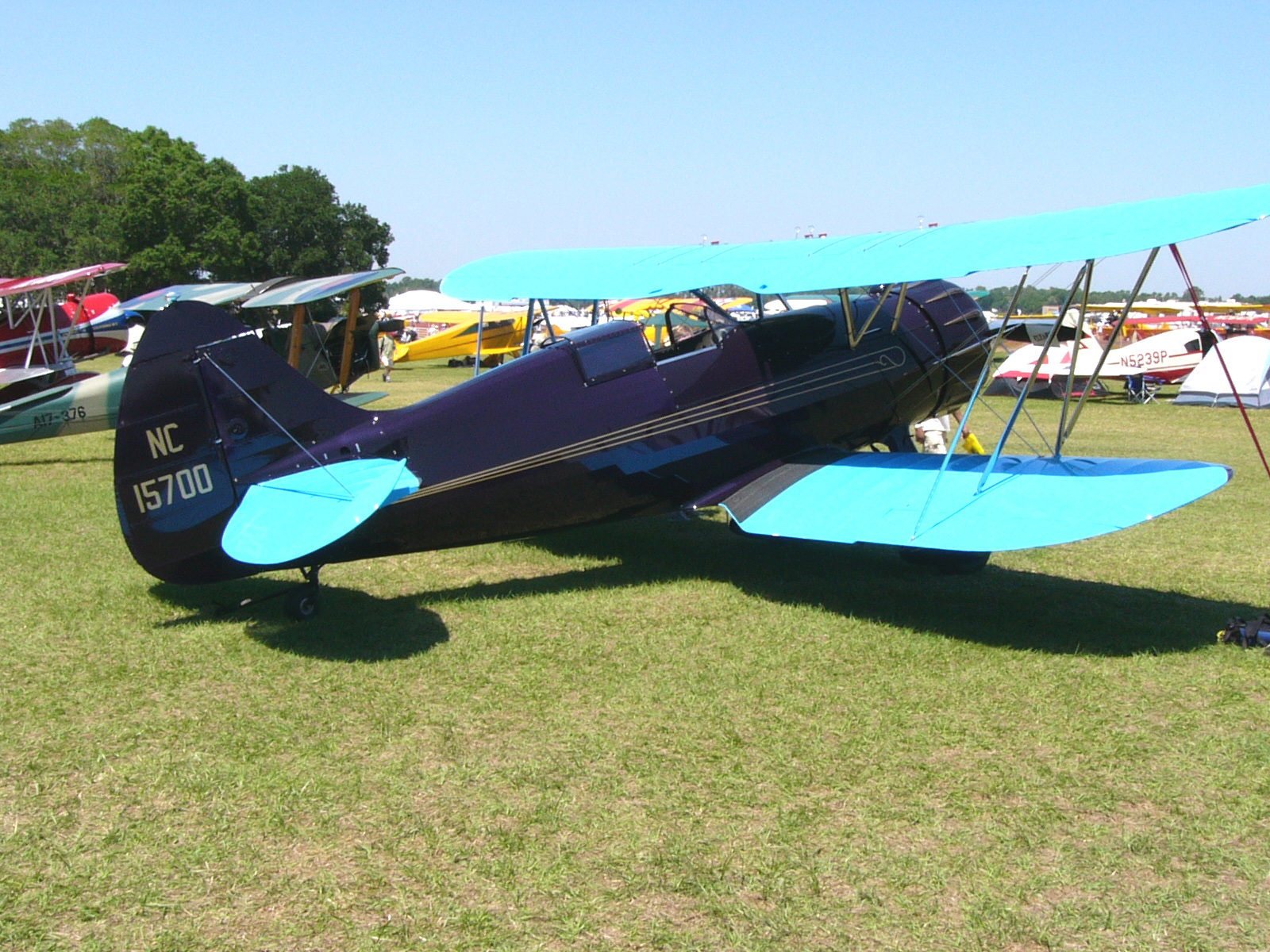
Waco YPF en el Sun 'n Fun de 2006.

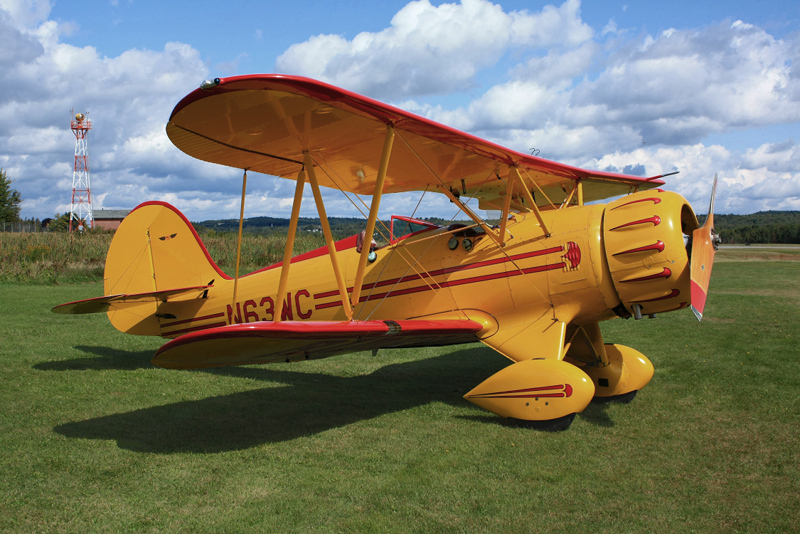
YMF-5C de 1997 en el Hancock County-Bar Harbor Airport, Maine.

La serie F fue popular entre los pilotos privados en lo deportivo y otros usos y continuó en producción a lo largo de los años 30. El UPF de cabinas en tándem fue adoptado por el Programa Civil de Entrenamiento de Pilotos (Civilian Pilot Training Program) y continuó en producción hasta 1942, época por la que habían sido construidos más de 600 ejemplares.
El modelo YMF de 1934 fue sustancialmente rediseñado con un fuselaje más largo y ancho, mayor timón y otros cambios estructurales, y fue puesto en producción en marzo de 1986 por la WACO Classic Aircraft de Lansing, Míchigan, como YMF-5. Más de 150 YMF-5 se habían completado por 2017, siendo construidos ejemplares nuevos con órdenes específicas.
La WACO Aircraft Company of Ohio Inc había construido tres réplicas por diciembre de 2011, que designaron MF.
Un considerable número de biplanos de la serie F, tanto originales como nuevos, continúan en servicio.

## Variantes
Enlistados en un orden cronológico aproximado (por Simpson, 2001, p. 573).
INF
 Kinner B-5 de 93 kW (125 hp), Certificado ATC#345 del 2 de agosto de 1930.
 KNF
Kinner K-5 de 75 kW (100 hp), Certificado ATC#313 del 12 de abril de 1930.
MF
Jacobs R-755 de 205 kW (275 hp), construido por la WACO Aircraft Company of Ohio Inc en 2011.
RNF
Warner Scarab de 82 kW (110 hp), Certificado ATC#311 del 7 de abril de 1930.
PCF
Jacobs LA-1 de 127 kW (170 hp) y nuevo tren de aterrizaje de arriostramiento cruzado, PCF-2 con Certificado ATC#473 del 2 de octubre de 1931.
PBF
Como el PCF, con alas "B" modificadas.
QCF
Continental A70 de 123 kW (165 hp), QCF-2 con Certificado ATC#416 del 9 de abril de 1931.
UBF
Continental R-670 de 157 kW (210 hp).
UMF
Continental R-670A de 157 kW (210 hp) y fuselaje más largo y ancho, y mayor empenaje vertical.
YMF
Como el UMF con un Jacobs L-4 de 168 kW (225 hp).
YPF-6 e YPF-7
Jacobs L-4 de 168 kW (225 hp).
ZPF-6 y ZPF-7
Jacobs L-5 de 213 kW (285 hp).
UPF-7
Versión en tándem de entrenamiento con tren de aterrizaje de mayor anchura y radial Continental de 164 kW (220 hp) (designado PT-14 por el USAAC).
YMF-5
Diseño de 1986 basado rudamente en el YMF, construido por la WACO Classic Aircraft.
YMF-5D
YMF-5 mejorado en 2009.
YMF-5F
YMF-5 con flotadores anfibios Aerocet 3400.
JW
Dos UBF, designados XJW-1, fueron usados por la Armada estadounidense como entrenadores de enganche para los cazas embarcados Curtiss F9C Sparrowhawk.
Nota: a partir de 1936, Waco añadió sufijos de año a las designaciones (por ejemplo YPF-6, YPF-7), siendo el numeral el último dígito del año del modelo.

## Operadores
Estados Unidos
- Cuerpo Aéreo del Ejército de los Estados Unidos: adoptó el UPF-7 como PT-14, siendo comprados un XPT-14 y 13 YPT-14, con un UPF-7 adicional requisado en 1942 como PT-14A.[9]
- Armada de los Estados Unidos[10]

 Guatemala
- Fuerza Aérea Guatemalteca: al menos un Waco YMF-7 recibido en 1934. Todavía estaba en condiciones de vuelo en 1998.[11]

## Especificaciones (UPF-7)
Referencia datos: Green, 1965, p. 307

### Características generales
- Tripulación: Uno (piloto)
- Capacidad: Un alumno o pasajero
- Longitud: 7 m (23,1 ft)
- Envergadura: 9,1 m (30 ft)
- Altura: 2,6 m (8,4 ft)
- Superficie alar: 22,7 m² (244 ft²)
- Peso vacío: 848 kg (1869 lb)
- Peso cargado: 1202 kg (2649,2 lb)
- Planta motriz: 1× motor radial de siete cilindros refrigerado por aire Continental W-670-6A.
  - Potencia: 162 kW (223 HP; 220 CV)

### Rendimiento
- Velocidad máxima operativa (Vno): 207 km/h (129 MPH; 112 kt)
- Velocidad crucero (Vc): 185 km/h (115 MPH; 100 kt)
- Alcance: 644 km (348 nmi; 400 mi)
- Techo de vuelo: 4511 m (14 800 ft)

## Aeronaves relacionadas

### Secuencias de designación
- Secuencia Alfabética (interna de Waco): A - C - E - F - G - M - N →
- Secuencia PT-_ (Entrenadores Primarios del USAAC/USAAF, 1925-1948): ← PT-11 - PT-12 - PT-13 - PT-14 - PT-15 - PT-16 - PT-17 →
- Secuencia J_W (Aviones Utilitarios de la Armada estadounidense, 1928-1955 (Waco, 1934-1945)): JW - J2W